# Marlon Kittel
Pour les articles homonymes, voir Kittel (homonymie).
Marlon Kittel est un acteur et musicien allemand né le 11 décembre 1983 à Essen.

## Biographie
En 1990, il devient pianiste professionnel et sait jouer de la batterie. Grâce à l'athlétisme, il commença sa carrière dans le cinéma en tant que cascadeur ,. 

## Filmographie

### Cinéma
- 1999 : Anna Wunder : Mickey
- 2000 : Rillenfieber : Dani
- 2001 : Freunde (The Whiz Kids) : Marco
- 2002 : Der Felsen : Olaf
- 2002 : Paule und Julia : Paule
- 2003 : Verschwende deine Jugend (Play It Loud!) : Freddie
- 2004 : Summer Storm : Léo
- 2005 : Die Bluthochzeit : Arne
- 2006 : Der Feind im Inneren (Joy Division) : Max
- 2007 : Wilde Vögel fliegen : Tobi
- 2009 : Marga (Unter Bauern) : Klemens Aschoff
- 2009 : Parkour : Nonne
- 2010 : Haltlos - Losing Ground

### Télévision
- 2000 : Der Sommer mit Boiler
- 2001 : Vice Squad : Benny
- 2001 : Siska : Andreas Klein / Holger Schneller
- 2001 : Die Kumpel : Jackies Chance
- 2001 : Le Renard (Der Alte) : Hansi Walter / Max Färber
- 2001-2003 : Ma vie à moi (Mein Leben & ich) : Manuel
- 2003 : STF (SK Kölsch) : Sascha Krebs (Saison 5, épisode 1)
- 2003 : SOKO Köln : Sebastian Weber (Saison 1, épisode 10)
- 2004 : Wolff, police criminelle (Wolffs Revier) : Simon
- 2004 : Einmal Bulle, immer Bulle
- 2004 : Klassenfahrt - Geknutscht wird immer : Erik von Brückenstein
- 2005 : Une équipe de choc (Ein starkes Team) : Lars Wittgenstein (épisode 29)
- 2005 : Emilia - Familienbande : Sebastian Steinbach
- 2006 : Au cœur de la tempête (Die Sturmflut)
- 2006 : Wilsberg : Sven Siegert (Saison 1, épisode 17)
- 2006 : Le Naufrage du Pamir (Der Untergang der Pamir) : Josef Pütz
- 2006 : Brennendes Herz : Henry
- 2006 : Polizeiruf 110 : Kai Menken (Saison 35, épisode 1)
- 2007 : SOKO Köln : Björn Römer (Saison 4, épisode 13)
- 2007 : Notruf Hafenkante : Sören (Saison 2, épisode 2)
- 2007 : Die Familienanwältin : Michael Seifert (Saison 2, épisode 4)
- 2008 : Die Zeit, die man Leben nennt : Félix
- 2008 : Sacré Charlie (Da kommt Kalle) : Lukas Berthold (Saison 2, épisode 11)
- 2008 : Der Bergdoktor : Tobias (Saison 1, épisode 5)
- 2008 : Code 21 : Segment "Kabul"
- 2008 : Polizeiruf 110 : Bastian Kröner (Saison 37, épisode 6)
- 2008 : Die Gerichtsmedizinerin : Kai Makalowski (Saison 2, épisode 2)
- 2008 : Stolberg : Ramon Hartwig (Saison 4, épisode 1)
- 2008 : Tatort : Benjamin (épisode 687 : Verdammt)
- 2009 : Tatort : Daniel Roßhaupter (épisode 730 : Oben und unten)
- 2009 : Hoffnung für Kummerow : Alex
- 2009 : Großstadtrevier : Torben Lüders (Saison 23, épisode 2)
- 2009 : Le Cinquième Commandement : Gunnar Feld
- 2009 : Stubbe - Von Fall zu Fall : Hannes Trautmann
- 2010 : Küstenwache : Nick Abel
- 2010 : Der Kriminalist : Kay Franke (Saison 5, épisode 4)
- 2010 : Die Bergwacht : Ronnie (Saison 2, épisode 6)
- 2010 : Brigade du crime (SOKO Leipzig) : Thomas Vander
- 2012 : Die Draufgänger : Lars Möller (Saison 1, épisode 3)
- 2012 : Mick Brisgau (Der letzte Bulle) : Kevin Schmitz